# Вітовська-Ванца Ірма Григорівна
І́рма Григо́рівна Віто́вська-Ва́нца (справжнє ім'я Ірина; нар. 30 грудня 1974, Івано-Франківськ) — українська акторка театру та кіно, телеведуча, продюсерка, громадська діячка та благодійниця; працює в Молодому театрі (з 1998), театрі «Золоті Ворота» та Франківському драмтеатрі. Заслужена артистка України (2016).
Дворазова лавреатка національних кінопремій «Золота дзиґа» (2019, 2020) і «Кіноколо» (2018, 2019) за роль баби Прісі у фільмі «Брама» (2017) та роль Галини Ротт у стрічці «Мої думки тихі» (2019). Володарка премії «Телетріумф» (2012). Лавреатка театральної премії «Київська пектораль» (2016). Володарка «Золотого Дюку» на Одеському міжнародному кінофестивалі за найкращу акторську роботу у фільмі «Мої думки тихі» (2019). Також акторка отримала премію «Київ» їм. І. Миколайчука за вагомий внесок у розвиток українського кіномистецтва (2020). Лауреат премії «Woman in Art» у категорії «театр та кіно» від ООН та Українського інституту МЗС.
Є активною громадською діячкою, відстоює реформи у сфері культури.
Учасниця міжнародних театральних і кінофестивалів, кілька років поспіль входить у список відомих митців і громадських діячів за версіями видань «НВ» і «Фокус».

## Життєпис
Ірина Вітовська народилася 30 грудня 1974 року в Івано-Франківську. Коріння батька походить із села Медуха Галицького району Івано-Франківської області. Прадід по материнській лінії – росіянин, а його дружина – латвійка.
Мріяла стати археологинею, кілька років поспіль намагалася вступити до Прикарпатського інституту ім. Стефаника. Відвідувала театральний гурток при Палаці піонерів в Івано-Франківську.
1998 року закінчила Львівський державний музичний інститут за спеціальністю «Акторка драматичного театру», курс народного артиста України Богдана Козака.
З 1999 по 2016 рік була у шлюбі з Володимиром Кокотуновим, актором Молодого театру. 29 березня 2011 року народила сина Ореста.
8 квітня 2016 року одружилася з Віталієм Ванцою з Борислава Львівської області.
«Вважаю, що я щаслива. Здорова, руки-ноги на місці — що ще треба? Щоб бути щасливим, треба жити у гармонії з собою. Навіть коли настає депресія, треба їй віддаватися» — на запитання «Що для вас щастя?».

## Кар'єра
З 1998 року працює у Молодому театрі, де грає і по сьогодні.
У 2015 році була тренеркою в шоу «Маленькі гіганти» на телеканалі «1+1». На телеканалі ICTV вела проєкти «Народна зірка», «Шлюбні ігри». Ірма Вітовська брала участь у вокальному шоу «Народна зірка» на телеканалі «Україна».
За виконання ролі баби Прісі у виставі «Сталкери» (режисер Стас Жирков) Вітовська стала володаркою театральної премії «Київська пектораль» у 2016 році.
Акторка також була лауреаткою національної премії «Благодійна Україна» за проєкт «Оскар і рожева пані» (реж. Р.  Держипільський), де виконала головну роль, а також ініціаторка та креативна продюсерка проєкту, що покликаний на допомогу розвитку системи дитячої паліативної допомоги в Україні. Проєкт отримав благословення Ради Церков України та став володарем Гран-прі «Київська Пектораль» (2016). Проєкт є першим лауреатом премії «Дзеркало сцени» від газети «Дзеркало тижня» (2016).
Ірма Вітовська створила образ Гертруди в проєкті Ростислава Держипільського «HAMLET», що став лавреатом національної театральної премії «Гра» 2018 р.
На арені Національного цирку, в співпраці з «Диким театром» та продюсерською групою, у яку вона входила, втілила проєкт «Афродизіак» (режисер Максим Голенко), який за 7 вистав (1 сезон) подивилось понад 14 000 глядачів, що стало рекордом в театральній галузі.
У фільмі «Брама» Ірма Вітовська знову виконала роль баби Прісі — 86-літньої мешканки зони відчуження, за що яку отримала премії «Кіноколо» (2018) і «Золота дзиґа» (2019). Це перший випадок в Україні, коли один і той же актор утілює той самий образ у різних трактуваннях матеріалу двох різних режисерів та в різних напрямках, як-то кіно й театр, а також отримує найвищі нагороди за свої роботи.
За роль матері головного героя Галини Ротт у фільмі «Мої думки тихі» (реж. Антоніо Лукіч), який вийшов у 2020 році, акторка отримала визнання аудиторії і критики, а також першу в кар'єрі премію «Золотий Дюк» Одеського міжнародного кінофестивалю в категорії «Найкраща акторська робота», другу нагороду «Кіноколо» та другу «Золоту дзиґу». Стрічка також отримала «Кришталевий глобус» на 54-му міжнародному кінофестивалі класу А в Карлових Варах, перемігши в категорії «Приз глядацьких симпатій», і нагороджена «FIPRESCI» на ОМКФ.
У 2020 році відбулася прем'єра фільму «Казка старого мельника», де Вітовська зіграла Параску Забрьоху. За цю роль акторка була номінована на «Золоту дзиґу» в категорії «Найкраща акторка другого плану». Вона написала звернення до кіноакадеміків, у якому натякала на те, що цього року нагороду заслуговують інші номінантки.

## Політичні погляди та громадянська позиція
У 2004 році Ірма Вітовська підтримувала Помаранчеву революцію та голосувала за Віктора Ющенка.
У 2012 році була учасницею та активісткою «Мовного майдану».
У 2013—2014 роках — активістка «Революції гідності».
Після російської збройної агресії проти України Ірма Вітовська відмовилася від співпраці з російськими кіновиробниками:

| Війна — це не дружба між народами. Не ми взяли Ростов чи Воронеж… У митців має бути свідома громадянська позиція. |
| Афіші російських артистів на місці розстрілу наших хлопців мене принижують.[13] |
Ірма Вітовська — активна учасниця проукраїнських акцій протесту.
У червні 2018 записала відеозвернення на підтримку ув'язненого у Росії українського режисера Олега Сенцова.
У 2019 році публічно підтримала Петра Порошенка у другому турі Президентських виборів.

## Благодійність
Ірма Вітовська є учасницею соціально-громадських програм «Діти вулиці» з 2007 та «StopБіль» з 2011 року.
2014 року Вітовська почала робити ляльки-мотанки, продавати їх, а виручені гроші передає на допомогу армії. Найдорожча коштувала 2,5 тисячі гривень. За ці кошти була придбана тепла спідня білизна для берегової охорони і пластикові картки з молитвами для п'ятого батальйону.
З Іреною Карпою Ірма Вітовська зібрали на творчому вечорі гроші для взуття батальйону Добровольчого українського корпусу «Правий сектор».
Як членкиня руху «StopБіль», ініціювала та виконала головну роль в артпроєкті «Оскар і рожева пані», створеному для збору коштів на потреби невиліковно хворих дітей. Прем'єра вистави відбулася 7 жовтня в Івано-Франківську та 11 жовтня у Києві, отримала кілька театральних нагород та зібрала понад 700 тис. грн на паліативні дитячі відділення, а також на виїзні бригади, які будуть працювати з такими дітьми. На 2019 р. збір «Оскар і рожева пані» перевищив 1 675 000 грн.
Ірма Вітовська віддала на лікування поранених у АТО більшу частину свого гонорару за зйомки у фільмі «Пограбування по-жіночому».

## Ролі в театрі
Молодий театр
- 1980 — «За двома зайцями» за п'єсою Михайла Старицького; реж. Віктор Шулаков — Франтиха / Кінозірка
- 1985 — «Золоте курча» за п'єсою Володимира Орлова; реж. Віктор Шулаков — Жабка
- 1991 — «Король та морква» за п'єсою Владислава Кшемінського; реж. Я. Козлов — Герольд
- 1998 — «Малюк» за п'єсою Жана де Летраза; реж. Володимир Бегма — Лулу / Кристін
- 1999 — «РЕхуВІлійЗОР» Миколи Гоголя та Миколи Куліша; реж. Станіслав Мойсеєв — Марія Антонівна
- 2000 — «Русалонька» Людмили Разумовської за казкою Ганса Крістіана Андерсена; реж. Станіслав Мойсеєв — Русалонька
- 2000 — «Трагедія Гамлета, принца данського» за п'єсою Вільяма Шекспіра; реж. Станіслав Мойсеєв — Акторка
- 2000 — «Кайдаші» Івана Нечуя-Левицького; реж. Микола Яремко — Мелашка
- 2001 — «Стальова воля» М. Корочкіна; реж. Дмитро Богомазов — Стальова воля
- 2002 — «Чарівник Смарагдового міста» Олександра Волкова; реж. Г. Воротченко — Еллі
- 2002 — «Хоровод любові» за п'єсою Артура Шніцлера; реж. Станіслав Мойсеєв — Гризетка
- 2004 — «Маринований аристократ» за Ірени Коваль; реж. Станіслав Мойсеєв — Дружина
- 2006 — «Московіада» за романом Юрія Андруховича; реж. Станіслав Мойсеєв — Галя
- 2007 — «Четверта сестра» за п'єсою Януша Гловацького; реж. Станіслав Мойсеєв — Катя
- 2009 — «Торчалов» Микити Воронова, реж. Станіслав Мойсеєв, Валерій Легін — Лізавета
- 2014 — «Підступність і кохання» за п'єсою Фрідріха Шиллера; реж. Андрій Білоус — дружина Міллера
- 2017 — «Різня» за п'єсою Ясміни Рези; реж. Влада Білозоренко — Аннет Рей
- 2019 — «Убити чи любити» за п'єсою Робера Тома; реж. Марія Лук'янова — Габі

Театр «Золоті Ворота»
- 2015 — «Сталкери» за п'єсою Павла Ар'є; реж. Стас Жирков — баба Пріся

Франківський драмтеатр
- 2015 — «Оскар і рожева пані» за романом Еріка-Емануеля Шмітта; реж. Ростилав Держипільський — Ружа
- 2017 — «Hamlet» за п‘єсою Вільяма Шекспіра; реж. Ростилав Держипільський — Гертруда
- 2022 — «Шаріка, або Кохання січового стрільця» за Ярославом Барничем; Ростилав Держипільський — Ірма, тітка Шаріки
- 2022 — «Лісова пісня на полів крові» за п‘єсами Лесі Українки; реж. Ростилав Держипільський — Мати Лукашева
- 2024 — «Кайдашеве сім'я» за п‘єсою Івана Нечуй Левицького; реж. Ростилав Держипільський — Кайдашиха

Інше
- «Як виростити чоловіка в домашніх умовах»
- 2024, 30 грудня (жо 50-річчя Ірми) — «Київська перепічка» за п'єсою Наталки Ворожбит — Моновистава

## Основна фільмографія
Повнометражний фільм
1. 2000 — «Нескорений», реж. Олесь Янчук — Даруся Гусяк «Нуся», зв'язкова УПА
2. 2004 — «Залізна сотня», реж. Олесь Янчук — Стефа
3. 2008 — «Владика Андрей», реж. Олесь Янчук
4. 2014 — «Трубач», реж. Анатолій Матешко — мати Віталіка
5. 2017 — «Брама», реж. Володимир Тихий — Баба Пріся
6. 2018 — «Таємний щоденник Симона Петлюри», реж. Олесь Янчук — Ольга Петлюра, дружина Симона Петлюри[20]
7. 2019 — «Мої думки тихі», реж. Антоніо Лукіч — Галина Ротт, мати Вадима, водійка таксі в Ужгороді
8. 2020 — «Казка старого мельника», реж. Олександр Ітигілов — Параска Забрьоха
9. 2020 — «Віддана», реж. Христина Сиволап — сусідка Сколиків
10. 2021 — «Все буде ОК!», реж. Тарас Бенюк — мама Лізи
11. 2021 — «Королі репу», реж. Мирослав Латик — Нінка
12. 2022 — «Коза Ностра. Мама їде», реж. Джованні Дота — Влада Коза
13. 2022 — «Найкращі вихідні», реж. Владислав Климчук — мама Аліси
14. 2023 — «Між нами», реж. Соломія Тимощук — Анна
15. 2023 — «БожеВільні», реж. Денис Тарасов — Ірина Лахновська
16. 2023 — «Дім за склом», реж. Тарас Дронь
17. 2023 — «Дві сестри», реж. Лукаш Карвовський[pl]
18. 2024 — «Смак Свободи», реж. Олександр Березань — Ольга Франко
19. 2024 — «Малевич», реж. Дар'я Онищенко — Одарка, мати Соломії

Короткий метр
1. 2009 — «По дорозі» (альманах «Мудаки. Арабески»), реж. Володимир Тихий
2. 2021 — «Майже святий Сєня», реж. Владислав Компанієць-Робський — Лариса

## Телебачення
Ведуча на телепроєктах:
- «Шлюбні ігри» — канал ICTV;
- «Народна Зірка» — ТРК «Україна»;
- «Мій малюк зможе» та «Маленькі гіганти» — канал 1+1.

Брала участь у проєкті «Шоумастгоон» на Новому каналі.

## Дублювання українською
- Злидні (2005)
- Телепузики — Лала, По, інші жіночі та дитячі ролі
- Вольт (2008) — кішка Маркіза
- Джонні Д. (2009) — Біллі Фрачете (персонажка Маріон Котіяр)
- Мінлива хмарність, часом фрикадельки (2009)
- Лоракс (2012) — пані Віґґінс, мати Теда
- Мінлива хмарність, часом фрикадельки 2 (2013) — Сем Спаркс

## Нагороди та номінації
| Нагорода                                                | Рік  | Категорія                                                         | Робота                                        | Результат    |
| ------------------------------------------------------- | ---- | ----------------------------------------------------------------- | --------------------------------------------- | ------------ |
| Національна кінопремії «Золота дзиґа»                   | 2019 | Найкраща жіноча роль                                              | Брама                                         | Перемога     |
| Національна кінопремії «Золота дзиґа»                   | 2020 | Найкраща жіноча роль                                              | Мої думки тихі                                | Перемога     |
| Національна кінопремії «Золота дзиґа»                   | 2021 | Найкраща жіноча роль другого плану                                | Казка старого мельника                        | Номінація    |
| Національна кінопремії «Золота дзиґа»                   | 2025 | Найкраща жіноча роль                                              | БожеВільні                                    | В очікуванні |
| Національна премія кінокритиків «Кіноколо»              | 2018 | Найкраща акторка                                                  | Брама                                         | Перемога     |
| Національна премія кінокритиків «Кіноколо»              | 2019 | Найкраща акторка                                                  | Мої думки тихі                                | Перемога     |
| Національна премія кінокритиків «Кіноколо»              | 2021 | Найкраща акторка                                                  | Між нами                                      | Номінація    |
| Київська пектораль                                      | 2001 | Найкраще виконання жіночої ролі                                   | Русалонька                                    | Номінація    |
| Київська пектораль                                      | 2016 | Найкраще виконання жіночої ролі                                   | Сталкери                                      | Перемога     |
| Телетріумф                                              | 2012 | Акторка телевізійного фільму/серіалу                              | Лист очікування                               | Перемога     |
| Мистецька премія «Київ»                                 | 2020 | Премія «Київ» їм. Івана Миколайчука                               | Н/Д                                           | Перемога     |
| Національна премія України імені Тараса Шевченка        | 2022 | Кіномистецтво                                                     | Брама, Мої думки тихі, Казка старого мельника | Номінація    |
| Чорний лотос                                            | 2025 | Акторка другого плану в кіно                                      | БожеВільні                                    | Перемога     |
| Ukraina! Кінофестиваль (Польща)                         | 2023 | «Королева перевтілень»                                            | Н/Д                                           | Перемога     |
| Одеський міжнародний кінофестиваль                      | 2019 | Золотий Дюк за найкращу акторську роботу в національному конкурсі | Мої думки тихі                                | Перемога     |
| Трускавецький міжнародний кінофестиваль «Корона Карпат» | 2019 | Приз за найкращу жіночу роль                                      | Мої думки тихі                                | Перемога     |
| Міжнародний кінофестиваль «Буковина»                    | 2021 | Найкраща акторка                                                  | Майже святий Сєня                             | Перемога     |
| Міжнародний кінофестиваль «Кіно і Ти»                   | 2021 | Краща жіноча роль (Ігрове кіно, короткий метр)                    | Майже святий Сєня                             | Перемога     |
| Театральний фестиваль «Мельпомена Таврії»               | 2015 | Найкраща жіноча роль                                              | Сталкери                                      | Перемога     |
| Національний конкурс «Благодійна Україна»               | 2016 | Н/Д                                                               | Оскар і рожева пані                           | Перемога     |
| Особиста зірка на Площі зірок                           | 2019 | За видатний унесок в українську кіноіндустрію                     | Н/Д                                           | Перемога     |
| Жінка України                                           | 2018 | Культура                                                          | Н/Д                                           | Перемога     |
| Women in Arts                                           | 2019 | Театр і кіно                                                      | Н/Д                                           | Перемога     |
| Best Ukrainian Awards                                   | 2006 | Акторський талант                                                 | Н/Д                                           | Номінація    |
| «Кумир року 2007» від ELLE                              | 2007 | Найкраща акторка року                                             | Н/Д                                           | Перемога     |
| Людина року                                             | 2007 | Нова генерація року                                               | Н/Д                                           | Номінація    |
| Viva! Найкрасивіші                                      | 2017 | Найкрасивіша жінка України                                        | Н/Д                                           | Номінація    |
| Viva! Найкрасивіші                                      | 2018 | Найкрасивіша жінка України                                        | Н/Д                                           | Номінація    |